# Tiêu chuẩn kép
Tiêu chuẩn kép (Tiếng Anh: double standard) là việc áp dụng các bộ nguyên tắc khác nhau cho các tình huống về nguyên tắc là giống nhau. Tiêu chuẩn kép xảy ra khi hai hoặc nhiều người, nhóm, tổ chức, hoàn cảnh hoặc sự kiện có bản chất giống nhau nhưng được đối xử/đánh giá khác nhau mặc dù đáng ra, họ phải được đối xử theo cùng một cách. Trong cuốn The Double Standard: A Feminist Critique of Feminist Social Science, Margaret Eichler giải thích rằng, khi nói tới tiêu chuẩn kép là "ngụ ý rằng hai thứ giống nhau được đo lường bằng các tiêu chuẩn khác nhau".
Để gọi một sự nhìn nhận là tiêu chuẩn kép, ta có thể xem xét hành động ấy có áp dụng các nguyên tắc khác nhau cho các tình huống tương tự hay không. Tuy nhiên, cần phải phân biệt tiêu chuẩn kép và việc áp dụng hợp lệ các tiêu chuẩn khác nhau đối với các trường hợp chỉ có vẻ giống nhau. Để làm được điều này, ta xem xét một vài yếu tố của tình huống. Thứ nhất là sự giống và khác nhau về hoàn cảnh của các tình huống được đem ra so sánh. Thứ hai là vận dụng các hệ thống triết học hoặc niềm tin để xác định những nguyên tắc nào nên được áp dụng cho các trường hợp. Nếu thực tại vật lý hoặc nghĩa vụ đạo đức là khác biệt, việc áp dụng các nguyên tắc khác nhau cho các tình huống là hợp lệ. Nhưng sau khi phân tích, không có sự thật, sự kiện hoặc nguyên tắc nào phân biệt các tình huống đó trong khi các nguyên tắc xử lý các tình huống ấy là khác nhau, thì cách xử lý ấy được gọi là tiêu chuẩn kép.
Nếu được xác định một cách chính xác, tiêu chuẩn kép sẽ bị xem là tiêu cực vì nó thường chỉ ra sự hiện diện của hành vi đạo đức giả, thiên vị hoặc bất công.

## Các ví dụ và vấn đề phổ biến

### Giới tính
Từ lâu, người ta đã tranh luận về việc giới tính của một người có ảnh hưởng như thế nào tới các phản ứng về đạo đức, xã hội, chính trị và pháp luật của người khác. Một số người tin rằng sự khác biệt trong cách nhìn nhận và đối xử của nam giới và phụ nữ là một chức năng của các chuẩn mực xã hội, do đó chỉ ra một tiêu chuẩn kép.
Một ý kiến cho rằng tiêu chuẩn kép tồn tại trong đánh giá của xã hội về hành vi tình dục của phụ nữ và nam giới. Trong một vài nghiên cứu tại Hoa Kỳ, trên một mẫu nhỏ trong số những người trẻ tuổi, đã phát hiện ra rằng hành động quan hệ ngẫu nhiên với ai đó hoặc quan hệ với nhiều bạn tình dễ được chấp nhận với nam giới hơn là phụ nữ.
Các nghiên cứu khác cho rằng phụ nữ phải tuân theo các tiêu chuẩn năng lực khắt khe hơn nam giới, như được thể hiện trong các nghiên cứu liên quan đến việc hoàn thành các nhiệm vụ về mặt tri giác.

### Luật pháp
Tiêu chuẩn kép có thể xảy ra nếu hai hoặc nhiều nhóm có quyền hợp pháp ngang nhau nhưng được trao các mức độ đại diện hoặc được pháp luật bảo vệ, xét xử khác nhau. Các tiêu chuẩn kép như vậy được coi là không hợp lý vì chúng vi phạm một châm ngôn chung của luật pháp hiện đại - rằng tất cả các bên phải bình đẳng trước pháp luật. Trong trường hợp các thẩm phán được công nhận là công bằng, họ phải áp dụng các tiêu chuẩn giống nhau cho tất cả mọi người, bất kể thành kiến chủ quan hay thiên vị của họ, dựa trên: giai cấp xã hội, cấp bậc, dân tộc, giới tính, khuynh hướng tình dục, tôn giáo, tuổi tác hoặc các khác biệt khác.

### Chính trị
Tiêu chuẩn kép trong chính trị xảy ra trong việc xử lý các vấn đề chính trị giống nhau giữa các bên (chẳng hạn như ứng phó với một cuộc khủng hoảng công cộng hoặc phân bổ kinh phí) được tiến hành khác nhau. Điều này có thể xảy ra do nhiều yếu tố. Như bản chất của các mối quan hệ chính trị giữa bên trong nhiệm vụ chính trị hoặc lợi ích, mức độ khen thưởng, sự được/mất, thành kiến/định kiến cá nhân của các chính trị gia và các bên liên quan.
Chính trị tiêu chuẩn kép còn thể hiện trong việc đánh gía và bình luận của một quốc gia hay nhà bình luận về cùng một hiện tượng, quá trình hoặc sự kiện trong quan hệ quốc tế. Tùy thuộc vào mối quan hệ của quốc gia, tổ chức, hay cá nhân tới các sự vật, sự việc, mà họ có các bình luận khác nhau. Trong Harry's Game (1975), Gerald Seymour đã viết: "Kẻ khủng bố của một người là chiến binh tự do của người khác".

## Nguyên nhân và cách giải thích
Có rất nhiều lý do để khiến con người hành động theo tiêu chuẩn kép. Một vài trong số đó bao gồm: tìm lý do bào chữa cho bản thân, che đậy sự phán xét, tìm kiếm trong các sự kiện những thông tin phù hợp với thế giới quan của anh ta (chẳng hạn như thiên kiến xác nhận, thiên kiến nhận thức, thiên kiến thu hút, định kiến hoặc thôi thúc riêng tư). Con người có xu hướng đánh giá hành động của mọi người dựa trên người đã làm chúng thay vì lý tính và các nguyên tắc.
Trong một nghiên cứu được thực hiện vào năm 2000, Tiến sĩ Martha Foschi đã quan sát việc áp dụng các tiêu chuẩn kép trong các bài kiểm tra năng lực nhóm. Bà kết luận rằng các đặc điểm về địa vị, giới tính, dân tộc và tầng lớp kinh tế xã hội, có thể tạo cơ sở cho việc hình thành các tiêu chuẩn kép, trong đó các tiêu chuẩn khắt khe hơn được áp dụng cho những người được coi là có địa vị thấp hơn. Tiến sĩ Foschi cũng lưu ý những cách thức mà các tiêu chuẩn kép có thể hình thành dựa trên các thuộc tính có giá trị xã hội khác như sắc đẹp, đạo đức và sức khỏe tinh thần.